# Chatterton (opera)
Chatterton is een opera in drie bedrijven (vier in de originele versie uit 1876) door Ruggero Leoncavallo. Het libretto werd geschreven door de componist zelf, en is losjes gebaseerd op het leven van de Engelse dichter Thomas Chatterton. 

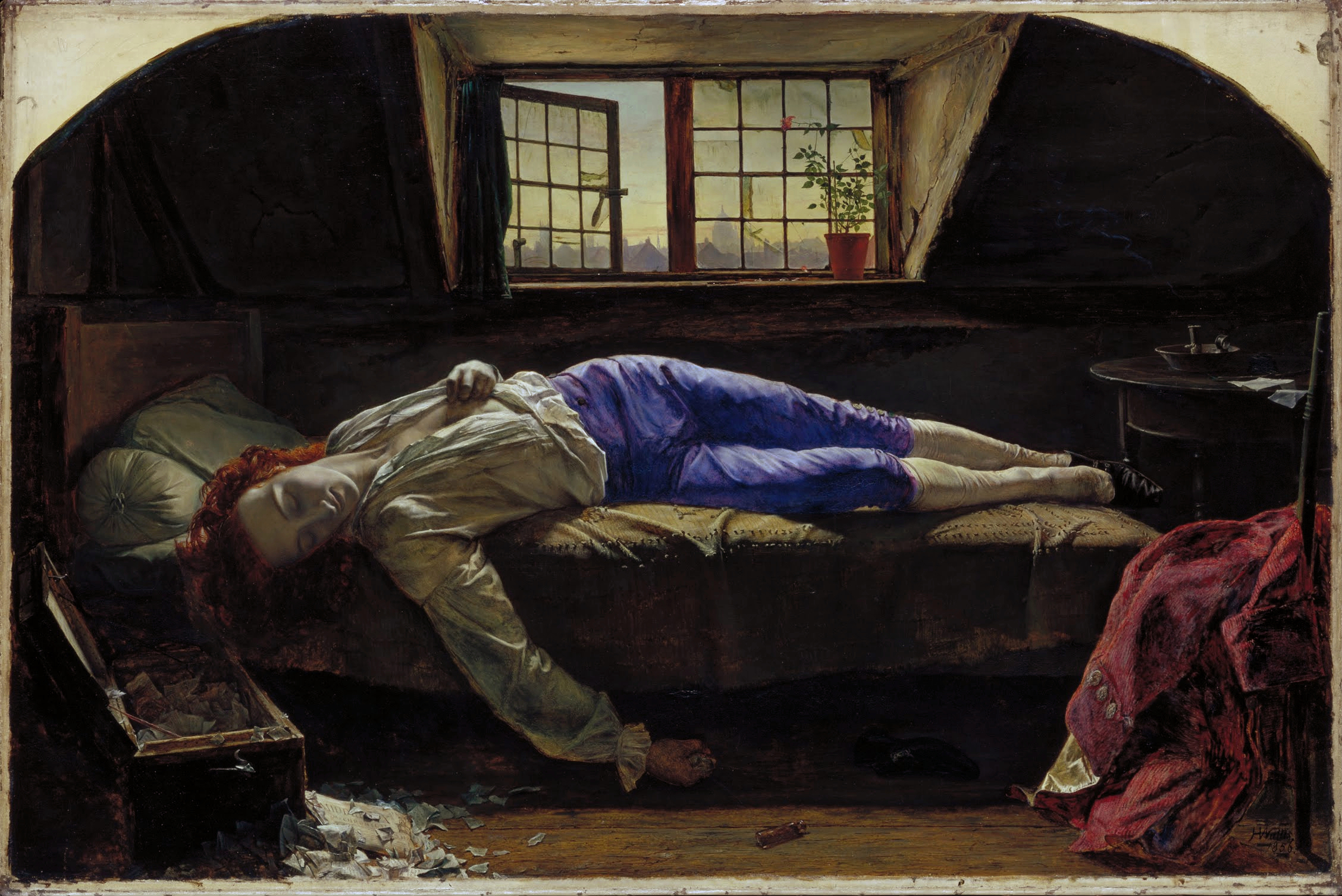
schilderij Chatterton door Henry Wallis

## Achtergrond
De plot van de opera is gebaseerd op Alfred de Vigny's Chatterton (gepubliceerd in 1835), een succesvol drama in drie bedrijven, gedestilleerd uit het tweede van een trio korte verhalen uit de filosofische roman Stello (1832).
Chatterton, gecomponeerd in 1876, is de debuutopera van de jonge Leoncavallo, fris afgestudeerd aan het conservatorium van Napels. De componist kreeg het werk echter niet opgevoerd, omdat de promotor van de geplande productie kort voor de première met Leoncavallo's geld verdween. Leoncavallo moest wachten tot na het financiële succes van zijn best bekende opera, I Pagliacci, om Chatterton op de planken te zien.
De wereldpremière vond uiteindelijk plaats op 10 maart 1896, in het Teatro Drammatico Nazionale te Rome, in een gereviseerde versie van de oorspronkelijke opera in vier bedrijven. Het werk was niet succesvol, zelfs niet na nog een revisie uit 1905. Vandaag de dag wordt Chatterton zelden opgevoerd.

## Inhoud
Chatterton woont als huurder in een rijk huis. Niet in staat om van zijn schrijven te leven, moet hij op zoek naar een baan om zichzelf te kunnen onderhouden. Daarnaast koestert hij een geheime liefde voor Jenny Clark, de vrouw van de industrieel, die zijn huisbaas is. Geconfronteerd met een onmogelijke liefde en een minderwaardig baantje pleegt de wanhopige Chatterton uiteindelijk zelfmoord. Hij wordt onmiddellijk in de dood gevolgd door Jenny.

## Plaatopnames
- Chatterton is een van de eerste complete opera's die ooit opgenomen zijn (in mei 1908 door HMV's voorganger, de Gramophone Company op meerdere 78 toerenplaten). Het feit dat de componist zelf dirigeerde maakt dit tot een waardevol akoestisch document. De dramatische tenor Francesco Signorini zong de titelrol. Marston Records restaureerde de opname en bracht deze uit op cd.
- Bongiovanni bracht nog een complete opname uit met Renato Zuin, Tiziana Scaciga della Silva, Maurizio Zanchetti, Enrica Bassano, Fabrizio Neri en het Orchestra dell’Opera Ucraina di Dniepropetrovsk onder leiding van Silvano Frontalini.